# تور دیوانه (ام کردی)
تور دیوانه (ام کردی) (انگلیسی: (You Drive Me) Crazy Tour) تور (کنسرت) خواننده آمریکایی بریتنی اسپیرز می‌باشد که مجموعه کنسرت‌های آلبوم ... عزیزم یک بار دیگر (آلبوم) و اوه!... باز هم دسته‌گل به آب دادم (آلبوم) را در آن اجرا می‌کند.

## ترانه‌های اجرا شده
1. "دیوانه(ام کردی)"
2. "زاده شدم برای شادی تو"
3. "من آنجا خواهم بود"
4. "نگذار من آخرین کسی باشم که می‌داند"
5. "اوه!... باز هم دسته‌گل به آب دادم"
6. "از ته قلب شکسته من"
7. "ضرب آهنگ می‌رود"
8. "بعضی وقت‌ها"
9. "عزیزم یک بار دیگر…"

## تاریخ اجراها
| تاریخ          | شهر                        | کشور          | سالن نمایش                  |
| آمریکای شمالی  | آمریکای شمالی              | آمریکای شمالی | آمریکای شمالی               |
| -------------- | -------------------------- | ------------- | --------------------------- |
| مارس ۸, ۲۰۰۰   | پنساکولا (فلوریدا)         | ایالات متحده  | Pensacola Civic Center      |
| مارس ۹, ۲۰۰۰   | برمینگم، آلاباما           | ایالات متحده  | BJCC Coliseum               |
| مارس ۱۰, ۲۰۰۰  | نورت لیتل راک (آرکانزاس)   | ایالات متحده  | Alltel Arena                |
| مارس ۱۲, ۲۰۰۰  | ممفیس، تنسی                | ایالات متحده  | Pyramid Arena               |
| مارس ۱۳, ۲۰۰۰  | لوییویل، کنتاکی            | ایالات متحده  | Freedom Hall                |
| مارس ۱۴, ۲۰۰۰  | آوبرن‌هیلز، میشیگان         | ایالات متحده  | The Palace of Auburn Hills  |
| مارس ۱۵, ۲۰۰۰  | سینسیناتی، اوهایو          | ایالات متحده  | Firstar Center              |
| مارس ۱۹, ۲۰۰۰  | گرندرپیدز، میشیگان         | ایالات متحده  | Van Andel Arena             |
| مارس ۲۰, ۲۰۰۰  | مولین، ایلینوی             | ایالات متحده  | The MARK of the Quad Cities |
| مارس ۲۱, ۲۰۰۰  | مدیسن، ویسکانسین           | ایالات متحده  | Kohl Center                 |
| مارس ۲۲, ۲۰۰۰  | روزمونت، ایلینوی           | ایالات متحده  | Allstate Arena              |
| مارس ۲۳, ۲۰۰۰  | روزمونت، ایلینوی           | ایالات متحده  | Allstate Arena              |
| مارس ۲۵, ۲۰۰۰  | ووستر، ماساچوست            | ایالات متحده  | Worcester's Centrum Centre  |
| مارس ۲۶, ۲۰۰۰  | بالتیمور                   | ایالات متحده  | Baltimore Arena             |
| مارس ۲۷, ۲۰۰۰  | آلبانی، نیویورک            | ایالات متحده  | Pepsi Arena                 |
| مارس ۲۹, ۲۰۰۰  | گرینزبورو، کارولینای شمالی | ایالات متحده  | Greensboro Coliseum         |
| مارس ۳۱, ۲۰۰۰  | تمپا، فلوریدا              | ایالات متحده  | Ice Palace                  |
| آوریل ۱, ۲۰۰۰  | میامی                      | ایالات متحده  | امریکن ایرلاینز آرینا       |
| آوریل ۲, ۲۰۰۰  | دیتونا بیچ، فلوریدا        | ایالات متحده  | Ocean Center                |
| آوریل ۴, ۲۰۰۰  | نیواورلئان                 | ایالات متحده  | سنتر کینگ اسموتی            |
| آوریل ۶, ۲۰۰۰  | گرینویل، کارولینای جنوبی   | ایالات متحده  | BI-LO Center                |
| آوریل ۷, ۲۰۰۰  | رونوک، ویرجینیا            | ایالات متحده  | Roanoke Civic Center        |
| آوریل ۸, ۲۰۰۰  | چارلستون، ویرجینیای غربی   | ایالات متحده  | Charleston Civic Center     |
| آوریل ۹, ۲۰۰۰  | ناکسویل، تنسی              | ایالات متحده  | Thompson Boling Arena       |
| آوریل ۲۴, ۲۰۰۰ | هونولولو                   | ایالات متحده  | Hilton Hawaiian Village     |